# Wonka (film)
A Wonka 2023-ban bemutatott brit–amerikai zenés fantasy film, amelyet Paul King rendezett Simon Farnaby és King forgatókönyve alapján. A film Roald Dahl 1964-es Karcsi és a csokoládégyár című regényének előzményeként szolgál. A főbb szerepekben Timothée Chalamet, Keegan-Michael Key, Sally Hawkins, Jim Carter, Matt Lucas, Natasha Rothwell, Olivia Colman és Rowan Atkinson látható.
Az Egyesült Királyságban 2023. december 8-án, Amerikában december 15-én, míg Magyarországon december 14-én mutatták be a mozikban.

## Történet
A történet a fiatal Willy Wonkát és a világ leghíresebb csokoládégyárának megnyitása előtti kalandjait követi nyomon.

## Szereplők
| Szerep                | Színész                | Magyar hang         |
| --------------------- | ---------------------- | ------------------- |
| Willy Wonka           | Timothée Chalamet      | Jéger Zsombor       |
| Willy Wonka           | Colin O'Brien (gyerek) | Endrődy Regő        |
| Nudli                 | Calah Lane             | Hegedűs Johanna     |
| rendőrfőnök           | Keegan-Michael Key     | Pál András          |
| Émely                 | Paterson Joseph        | Király Attila       |
| Ragacs                | Matt Lucas             | Hajdu Steve         |
| Ficklegruber          | Mathew Baynton         | Karácsonyi Zoltán   |
| Willy Wonka édesanyja | Sally Hawkins          | Zsigmond Tamara     |
| Julius atya           | Rowan Atkinson         | Kálloy Molnár Péter |
| Abakusz Ikszer        | Jim Carter             | Ujréti László       |
| Hipó                  | Tom Davis              | Földes Tamás        |
| Suvickné              | Olivia Colman          | Szőlőskei Tímea     |
| Lofty, egy Umpalumpa  | Hugh Grant             | Stohl András        |
| Csöpi Csápszer        | Natasha Rothwell       | Nádasi Veronika     |
| Larry Leszkacaj       | Rich Fulcher           | Weil Róbert         |
| Lottie Bell           | Rakhee Thakrar         | Széles Flóra        |
| Kellem                | Kobna Holdbrook-Smith  | Sánta László        |
| Állatkerti őr         | Simon Farnaby          | Horányi László      |
| Barbara               | Charlotte Ritchie      | Kovács Lotti        |
| Kulcsfelügyelőnő      | Ellie White            | Grisnik Petra       |
| A grófnő              | Sophie Winkleman       | Laurinyecz Réka     |
| Hajóskapitány         | Murray McArthur        | Fehér Péter         |
| Dorothy Smith         | Tracy Ifeachor         | Csúz Lívia          |
| Zöldséges             | Isy Suttie             | Kis-Kovács Luca     |
| Colin                 | Phil Wang              | Szemenyei János     |
| Ship kapitány         | Tim Fitzhigham         |                     |

### Magyar változat
- Magyar szöveg : Tóth Tamás
- Dialógfelvevő hangmérnök : Jacsó Bence
- Dalfelvevő hangmérnök: Gábor Dániel
- Vágó: Kajdácsi Brigitta
- Gyártásvezető: Hódos Edina
- Zenei rendező: Bolba Tamás
- Szinkronrendező: Tabák Kata
- Produkciós vezető: Hagen Péter

A szinkront a Mafilm Audio Kft. készítette.

## A film készítése

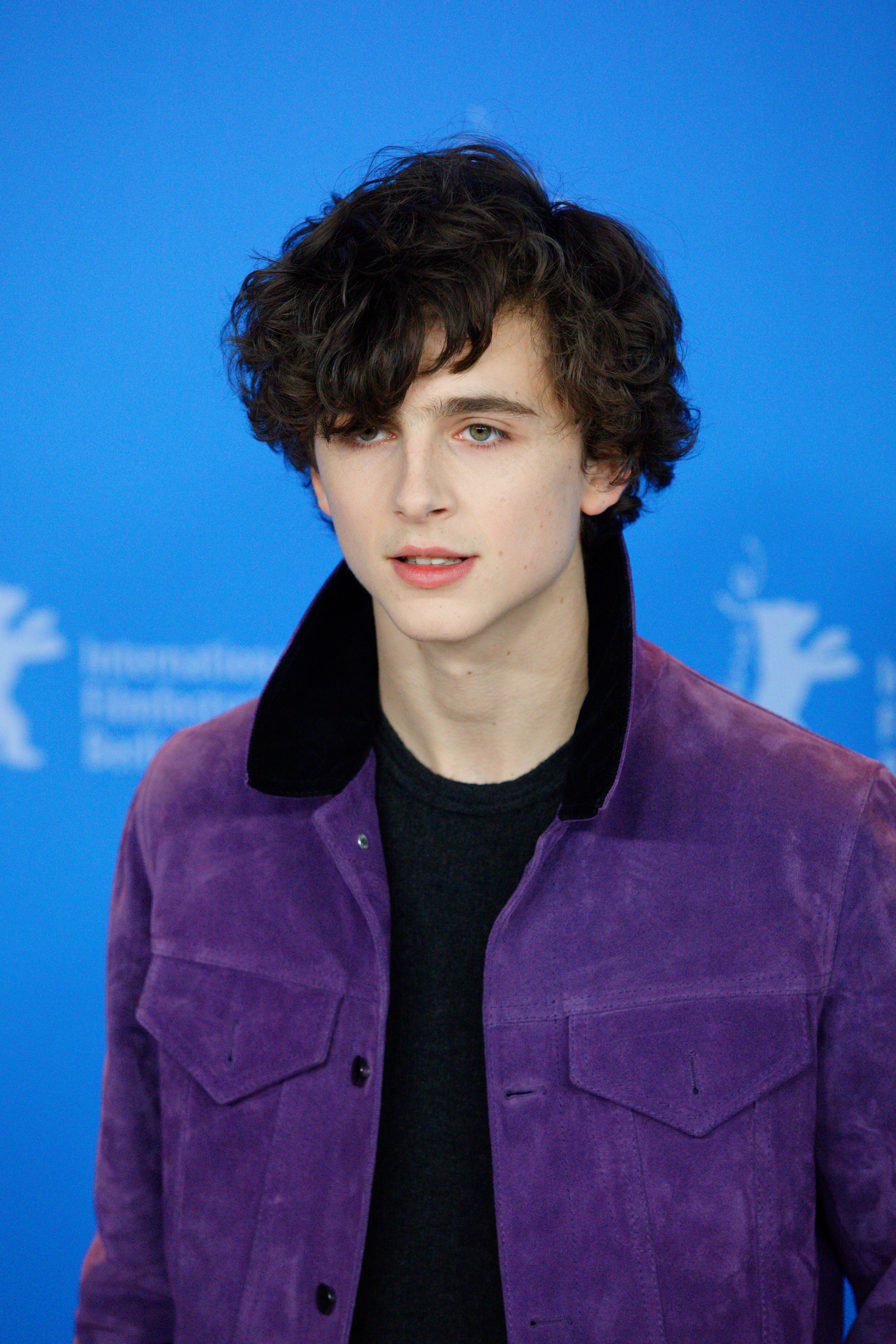
Timothée Chalamet Willy Wonkát alakítja

2016 októberében a Warner Bros. Pictures megszerezte Roald Dahl Willy Wonka karakterének jogait, melyet David Heyman és Michael Siegel producerek filmjével terveznek megújítani. 2018 februárjában bejelentették, hogy Paul King tárgyalásokat folytat a rendezésről. Ugyanebben az évben bejelentették, hogy a stúdióban a Willy Wonka szerepére meghallgatott színészek között van Donald Glover, Ryan Gosling és Ezra Miller is. Kiderült, hogy a film az 1964-es regény cselekménye előtti időszakot dolgozza fel.
2021 januárjában megerősítették, hogy King rendezi az új Wonka című filmet. Májusban Timothée Chalamet kapta a főszerepet és bejelentették, hogy a filmben több zenei szám is szerepel majd. Az is kiderült, hogy a film forgatókönyvét Simon Farnaby fogja írni. 2021 szeptemberében jelentették be, hogy Keegan-Michael Key, Sally Hawkins, Rowan Atkinson, Olivia Colman és Jim Carter a stáb legújabb tagjai közé tartoznak, és Farnaby is szerepet kapott.
A forgatás 2021 szeptemberében kezdődött az Egyesült Királyságban, Seamus McGarvey operatőr, Nathan Crowley produkciós tervező, Mark Everson filmvágó, Lindy Hemming pedig jelmeztervezőként erősíti a stábot. A forgatás Lyme Regisben és Bathban, valamint a Warner Bros. Stúdiókban, Leavesden, Watfordban volt. Decemberben az operatőrt, McGarvey-t Chung Chung-hoon váltotta. További jeleneteket decemberben és februárban is forgattak Oxfordban.

## Zene
Neil Hannon, a The Divine Comedy együttes énekese eredeti dalokkal járul hozzá a filmhez.

## Marketing
A Warner Bros. marketingkampánya a Wonka képeivel kezdődtek 2021. október 10-én, amikor Chalamet megosztott egy fényképet. A The Guardian megjegyezte, hogy a képet vegyes fogadtatásban részesítették az interneten.